# Lulworthia grandispora
Lulworthia grandispora är en svampart som beskrevs av Meyers 1957. Lulworthia grandispora ingår i släktet Lulworthia och familjen Lulworthiaceae.   Inga underarter finns listade i Catalogue of Life.